# Szulin
Szulin (szlovákul: Sulín) község Szlovákiában, az Eperjesi kerület Ólublói járásában. Nagy- és Kisszulin egyesítésével jött létre.

## Fekvése
Ólublótól közúton 23 km-re északkeletre, a lengyel határ mellett, a Poprád bal partján fekszik.

## Története
Szulin a német jog alapján keletkezett az ólublói uradalom területén a 13. században. 1306-ban „Edusturnya” néven említik először a palocsai uradalom részeként, mai nevén először 1338-ban „villa Zolonk” alakban szerepel. 1412-től 1772-ig – az elzálogosított szepesi városokkal együtt – Lengyelországhoz tartozott, de a régi Szulin még a 15. században elnéptelenedett.
Nagyszulin a 16. század végén keletkezett a Szulin-pataktól nyugatra, az ólublói uradalom területén. Vele egyidőben keletkezett Kisszulin is a pataktól keletre a palocsai uradalomhoz tartozó részen.
A trianoni diktátum előtt Kisszulin Sáros vármegyéhez, Nagyszulin pedig Szepes vármegyéhez  tartozott.
A két községet 1960-ban egyesítették és hozzácsatolták az addig Poprádremetéhez tartozott Zádobie települést is.

## Népessége
| Év:            | 1994. | 2004. | 2014.    | 2024.    |
| -------------- | ----- | ----- | -------- | -------- |
| Emberek száma: | 450   | 414   | 345      | 292      |
| Eltérés:       |       | -8 %  | -16,66 % | -15,36 % |

| Év:            | 2023. | 2024.   |
| -------------- | ----- | ------- |
| Emberek száma: | 301   | 292     |
| Eltérés:       |       | -2,99 % |

2001-ben 438 lakosából 428 szlovák volt.
2011-ben 371 lakosából 340 szlovák.

## Nevezetességei
- Mihály arkangyalnak szentelt, görögkatolikus temploma 1879-ben épült neoklasszicista stílusban a korábbi fatemplom helyett. Ikonosztáza 1837-ben készült.
- Sulinka nevű ásványvízforrásának vizét már a 19. században is messze vidékekre exportálták. Szív és gyomorbántalmak gyógyítására ajánlott.

## Lásd még
- Kisszulin
- Nagyszulin